# 中國—聖多美和普林西比關係
中國—聖多美和普林西比關係（葡萄牙語：Relações entre China e São Tomé e Príncipe）是指中國和聖多美和普林西比的外交關係。

## 歷史
1975年7月12日，中華人民共和國與聖多美和普林西比建交。1997年5月6日，聖多美和普林西比宣布與中華民國建交，因此在7月11日中華人民共和國政府宣布自即日起中止同聖多美和普林西比的外交關係，停止執行兩國的所有協議。断交后，中国曾在圣普驻有留守组，对圣多美和普林西比事务曾由驻加蓬大使馆兼辖。2013年11月成立中國駐聖多美和普林西比聯絡處。2016年12月20日，聖多美和普林西比宣布同中華民國斷交。12月26日，中華人民共和國外交部部長王毅在北京與聖多美和普林西比外交和海外僑民部部長烏爾比諾·博特略代表各自政府在北京簽署《中華人民共和國和聖多美和普林西比民主共和國關於恢復外交關系的聯合公報》，決定恢复兩國外交關係。2024年9月5日，两国建立战略伙伴关系。

## 高層互訪
自1975年以來，中方訪聖普的有：外交部副部長宮達非（1981年）、外交部部長助理週覺（1986年）、外交部副部長楊福昌（1991年）、國務院副總理兼外交部長錢其琛（1997年）、商務部副部長錢克明（2017年）、外交部長王毅（2018年1月）、全國人大常委會副委員長王晨（2019年6月）。
聖普方訪華的有：總統平托·達科斯塔（1975年、1983年）、總理米格爾·特羅瓦達（1977年）、總統米格爾·特羅瓦達（1993年）、外交和海外僑民部部長烏爾比諾·博特略（2016年）、總理帕特里斯·特羅瓦達（2017年，2018年9月出席中非合作論壇北京峰會）、總理若熱·熱蘇斯（2019年3月來華出席博鰲亞洲論壇年會）、外長埃爾莎·平托（2019年6月來華出席中非合作論壇北京峰會成果落實協調人會）、議長內韋斯（2019年12月）。

## 經貿關係

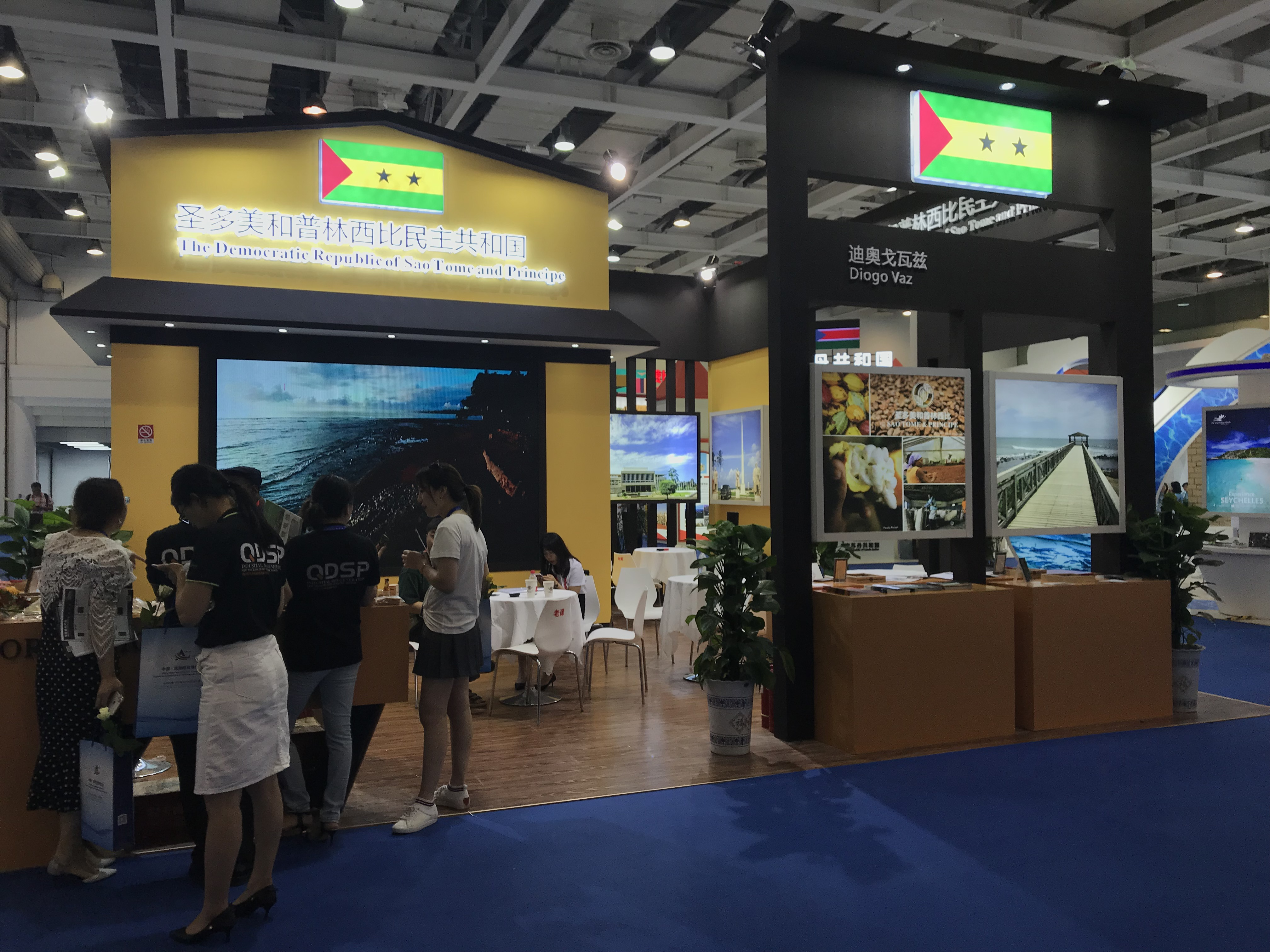
圣多美和普林西比于第一届中非经贸博览会设置的展馆

中國曾向聖多美普林西比提供經濟援助，協助興建成人民宮、竹草編培訓中心等。1975年兩國一度簽署貿易協定。然而，聖多美和普林西比外匯短缺，以致於1980年起雙方中止了現匯貿易。1983年兩國簽訂易貨貿易議定書，並進行4次易貨貿易，但是也在1991年起中止。
2016年12月兩國復交後，中國向聖多美和普林西比派遣抗瘧、電力和農業專家組，幫助其完成社區排水和道路整修等項目。2019年11月，中國援聖普社會住房項目開工，並於2021年8月竣工交付。兩國於2017年4月建立經貿聯委會機制，並於9月舉行首次經貿聯委會會議。2022年，中聖普雙邊貿易額1543.8萬美元，同比增長2.5%。其中中國出口額1528.8萬美元、同比增長2.4%，進口額15萬美元，同比增長13%。